# ティタノコリス
ティタノコリス（Titanokorys、またはタイタノコリス）は、約5億年前のカンブリア紀に生息したラディオドンタ類の節足動物の一属。先頭が三叉状の巨大な甲皮をもつ、カナダのバージェス動物群で見つかった Titanokorys gainesi という1種の体の局部のみによって知られる。アノマロカリスなどと並んで、全長50cmでカンブリア紀最大級のラディオドンタ類の一つだと考えられる。

## 名称
「巨大なヘルメット」を意味する学名「Titanokorys」は、ギリシャ語の「Titans」（ティーターン、巨体をもつギリシア神話の神々）と「Korys」（ヘルメット）の合成語であり、本属の頭部を覆い被さる巨大な甲皮に因んで名付けられた。模式種（タイプ種）の種小名「gainesi」は、本種の発見地（バージェス頁岩、Marble Canyon）での化石発掘に貢献した地理学教授 Robert R. Gaines への献名。
本属は同じ生息地の近縁属カンブロラスターと共に、架空の宇宙船に似た甲皮から、発見段階では研究者の間に「spaceship」（スペースシップ、宇宙船）と総称された。同時に本属はカンブロラスターより巨大のため、さらに「mothership」（マザーシップ、母船）というニックネームで区別された。

## 化石と発見

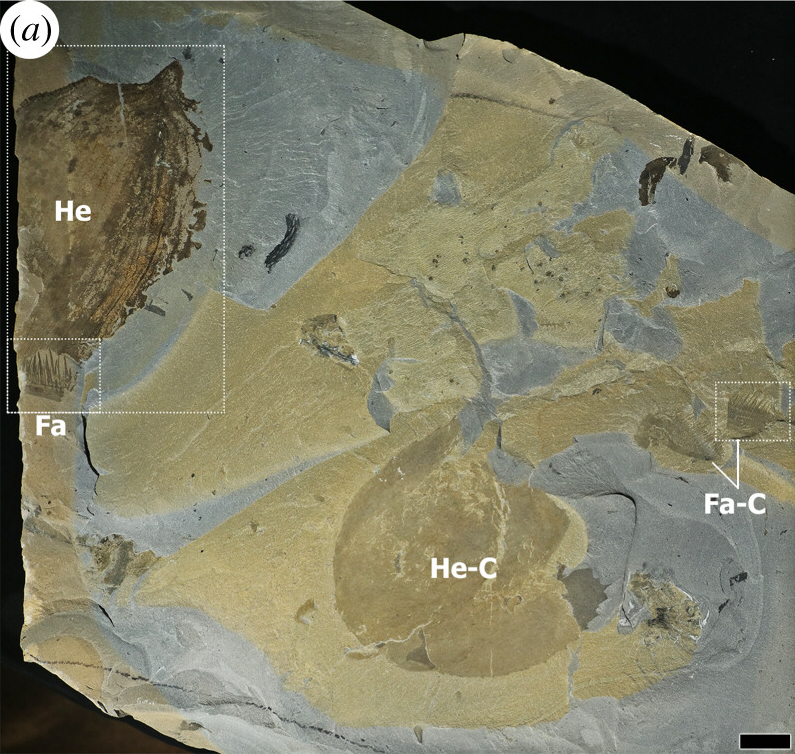
カンブロラスター（右下）と共に保存されたティタノコリス（左上）の化石標本

ティタノコリスの化石標本は、カナダブリティッシュコロンビア州の堆積累層バージェス頁岩（古生代カンブリア紀ウリューアン期、約5億1,000万  - 5億500万年前）の Marble Canyon と Tokumm Creek のみから発見される。12点の化石標本が見つかり、全てがロイヤルオンタリオ博物館（Royal Ontario Museum）に所蔵される。知られる化石標本は脱皮殻と考えられる複数の硬組織（甲皮・前部付属肢・歯）の集合体（ROMIP 65415、65741）もしくは背側の甲皮のみ（ROMIP 65168, 65748, 65749 など）で、全身は発見されていない。化石は同じ生息地のカンブロラスターと共に保存された場合もある。
本属は2018年で初めて発見され、当初では巨大なカンブロラスターではないかと思われていたが、別属に値するほどの相違点をもつことが後に分かり、Caron & Moysiuk 2021 によって新属のラディオドンタ類として正式に記載された。

## 形態

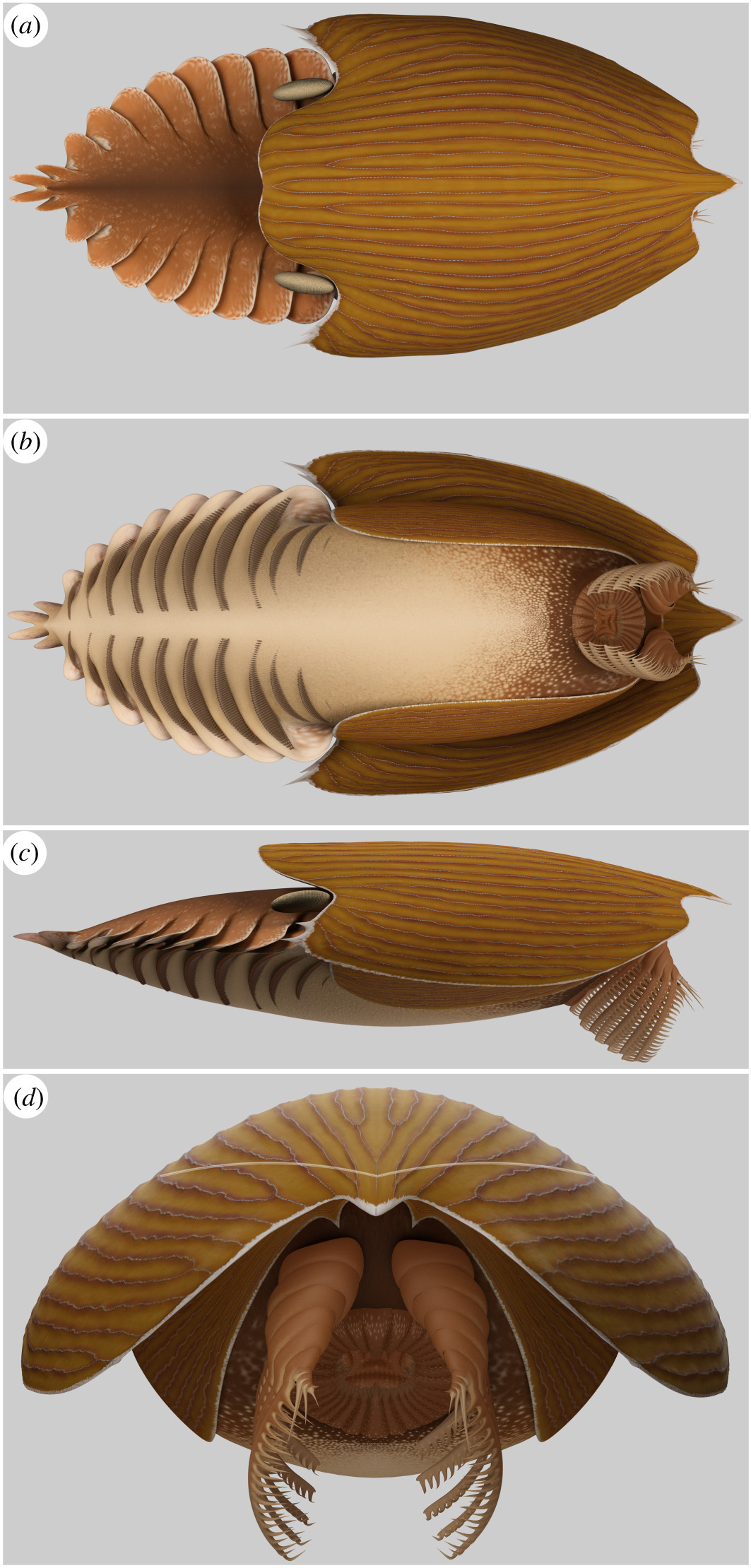
ティタノコリスの復元CG。不明部分（眼・胴体・口の細部）はカンブロラスターに基づいて暫定的に復元される。（図dで甲皮の背側を横断した白い線は特徴ではなく、背側と左右の甲皮の間に当たる繋ぎ目を示す補助線）

ティタノコリスの知られる部分は単離した頭部の硬組織（甲皮・前部付属肢・歯）や鰓と思われる断片のみで、全貌は不明（Caron & Moysiuk 2021 では、カンブロラスターの特徴に基づいて暫定的に全身を復元された）。両後端が尖った幅広い甲皮と熊手状の前部付属肢は近縁属であるカンブロラスターに似ているが、背側の甲皮には三叉状の先頭、左右の甲皮には棘があるという類が見られない特徴もある。

### 大きさ

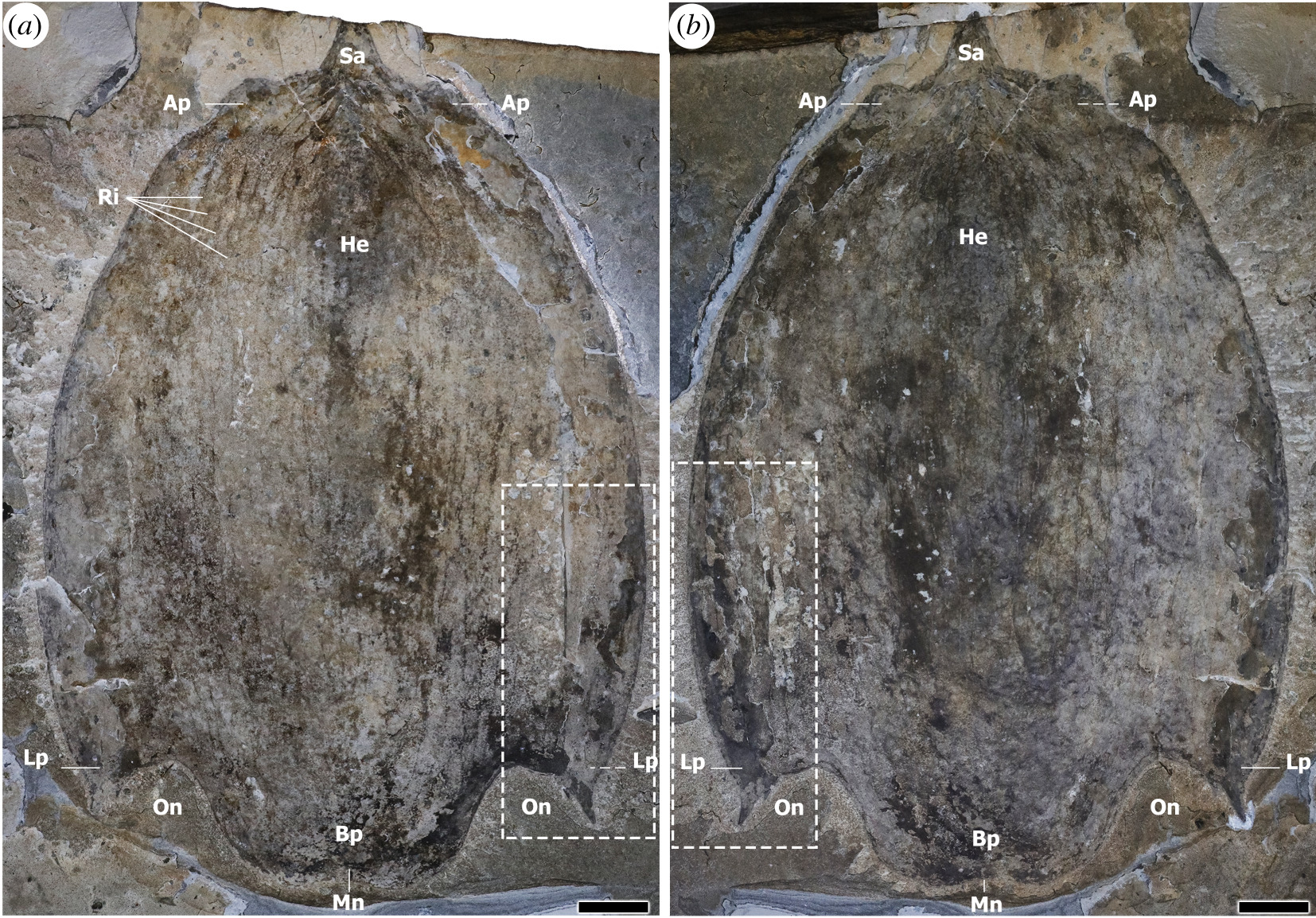
ティタノコリスの長さ27cm、横幅18.5cmの背側の甲皮化石標本 ROMIP 65168
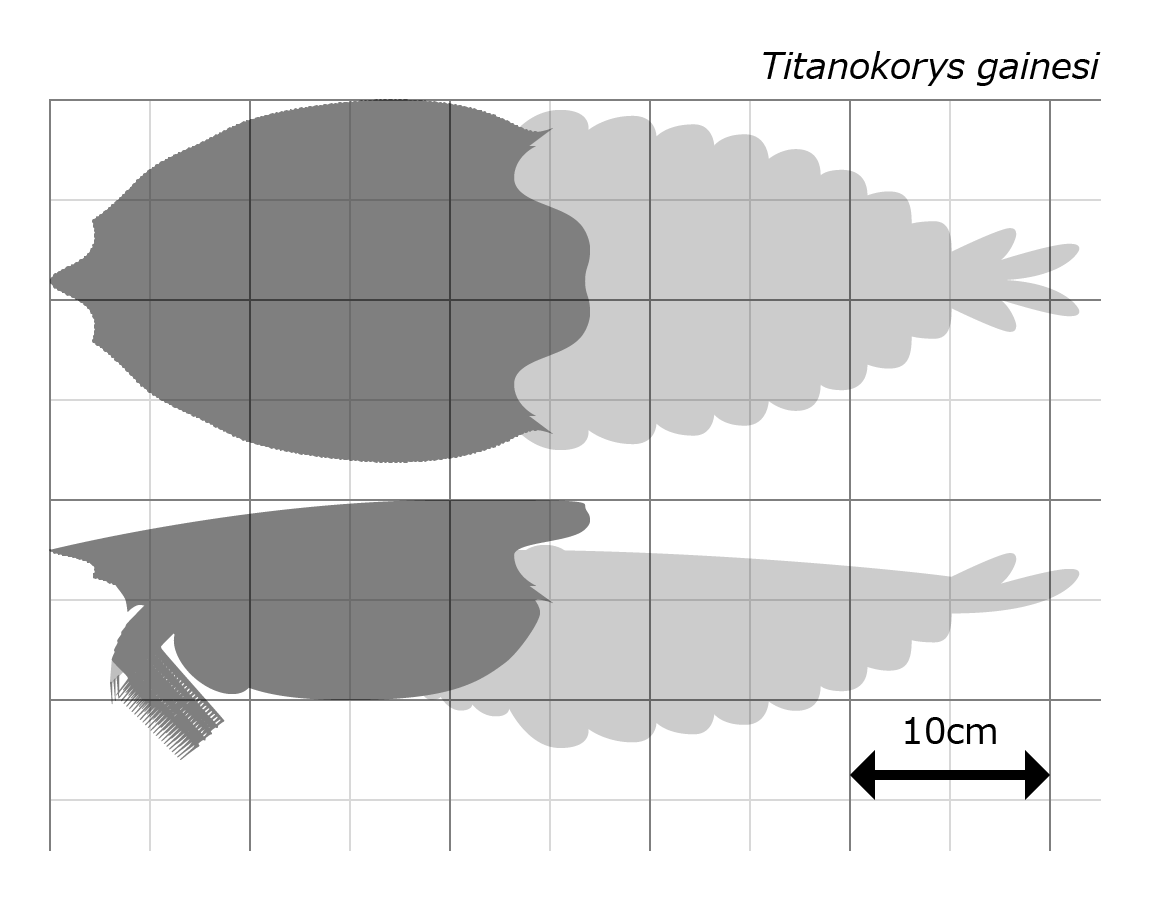
ティタノコリスのサイズ推定図。カンブロラスターを参考にした不明部分は薄灰色で示される。

ティタノコリスの全身は不明だが、知られる単離の構造だけでもカンブリア紀の動物として飛び抜けて巨大である。特にその甲皮はバージェス頁岩で見つかった単体構造の化石標本の中でもおそらく最大で、17cmから27cmに及ぶ。これを他のフルディア科の種類の比率（体長はおよそ甲皮長の2倍）に基づいて推算すると、ティタノコリスの全長はおよそ50cmに及ぶと考えられる。これはカンブリア紀のフルディア科として最大で、カンブリア紀のラディオドンタ類全般的にも最大級のアノマロカリスとアンプレクトベルア（いずれも最大約40-50cm）に匹敵するほどである。

### 甲皮
発達した3枚の甲皮（head sclerite complex）は同じほど長く、表面は縦に並んだ筋と、それに沿って生えたこぶが数多くある。
背側の甲皮（H-element）は縦長い楕円形で、縁が鋸歯状にこぶが並んでいる。三叉状の先頭は中央の突起が最も突出し、左右の突起は丸みを帯びて短い。後方は幅広く、両後端の短い突起（posterolateral processes）は先端が尖り、内側に更に1本の棘がある。その間にある1本の幅広い突出部は丸みを帯びて、中央がわずかに凹む。この3つの突出部の間に当たる2つの窪みは、未発見の1対の複眼が突出する部分（ocular notches）であったと考えられる。
左右の甲皮（P-element）は背側の甲皮より幅狭いしずく型で、先端の短い連結部（P-element neck）は腹側に1本の棘がある。後上方は眼の位置に対応したと思われる浅い窪み（ocular notch）がある。

### 前部付属肢

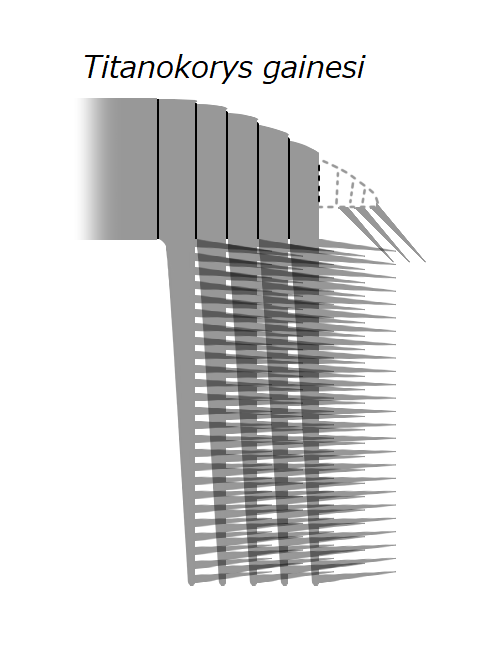
ティタノコリスの前部付属肢（余白+破線：不明部分）

熊手に似た1対の短い前部付属肢（frontal appendage）は口の直前、頭部の前端付近に付属したと考えられる。前6節の肢節のうち最初の1節は単調な柄部で、残り5節の腹側にある5本の内突起（endite）はとても長く、およそ20-25本の長い分岐（auxiliary spine）がそれぞれの前縁で均一に配置される。分岐の先端はフルディアやカンブロラスターに見られるような逆向きの鉤の有無は不明。内突起とその分岐は先端ほど内側に向けて湾曲したため、前部付属肢を口の前で左右合わせて、物を掴める籠のような立体構造を形成したと考えられる。残りの先端の肢節は3本の長い棘のみによって知られるが、これはカンブロラスターに見られるような、第7-10肢節由来の内突起や棘であったと考えられる。
このような前部付属肢はカンブロラスターのものとはほぼ区別が付かないほどよく似て、明確の相違点は内突起の分岐の長さのみである（ティタノコリスの場合は内突起幅の4倍以上で長く、カンブロラスターの場合は内突起幅の2-3倍で比較的短い）。

### その他の構造
前述の甲皮と前部付属肢以外では、口の歯（oral cone）と胴部由来の鰓（setal blade, gill blade）が部分的に知られ、模式標本（ホロタイプ）ROMIP 65415 のみから発見される。円形に並んで、左右を前部付属肢に囲まれた一連の歯は片隅の数枚のみ知られ、表明は滑らかで、全貌やそれ以外の細部構造は不明。鰓は一列の櫛状の断片のみ知られ、他のフルディア科の種類に似た形をもつ。
それ以外の眼、胴体、鰭は不明だが、カンブロラスターに似た（眼は縦長い楕円形で甲皮後方の窪みにあり、胴体は短い円錐状、約8対の遊泳用の鰭は丸みを帯びて短い）と予想される。

## 生態
他の多くのフルディア科のラディオドンタ類と同様、ティタノコリスは遊泳底生性（nektobenthic、底生性に近い遊泳性）で、緩慢に海底を泳ぎ、熊手状の前部付属肢で堆積物に潜んでいる底生動物を篩い分けて捕食していた（堆積物を篩い分ける底生生物食者、sediment sifter）と考えられる。突出した巨大な甲皮で堆積物を掘り上げて、籠のような構造をした前部付属肢で餌を口へと導いていたと推測される。なお、本属はカンブロラスターやコーダティカリスと同様、前部付属肢の分岐が一般的なフルディア科の種類（例えばフルディア、ペイトイアとスタンレイカリス）より密集したため、微小な底生動物を主食にした（microphagous sediment sifter）と考えられる。
化石はカンブロラスターと同じ累層で共に保存されることがあるため、ティタノコリスはカンブロラスターと同じ地域に生息したことが示される。似た生態をもつことに踏まえて、体格の差（ティタノコリスは約50cm、カンブロラスターは約30cm）でティタノコリスはより大型の餌を狙ってカンブロラスターとの競争を免れた、もしくはティタノコリスとカンブロラスターが同じ餌のために競争した可能性がある。

## 分類
ティタノコリスはフルディア、ペイトイア、エーギロカシスなど共にフルディア科（Hurdiidae）に分類されるラディオドンタ類である。いくつかの系統解析では、ティタノコリスはカンブロラスター（Cambroraster）、コーダティカリス（Cordaticaris）、ゼンヘカリス（Zhenghecaris）と共に、フルディア科の中で最も派生的な属の一つと見なされる。中でカンブロラスターはティタノコリスによく似て、発見初期では同属とも思われていたが、甲皮の形で明確に区別でき、系統上もお互いに最も近縁（姉妹群）と見なされておらず、別属であることが示される。

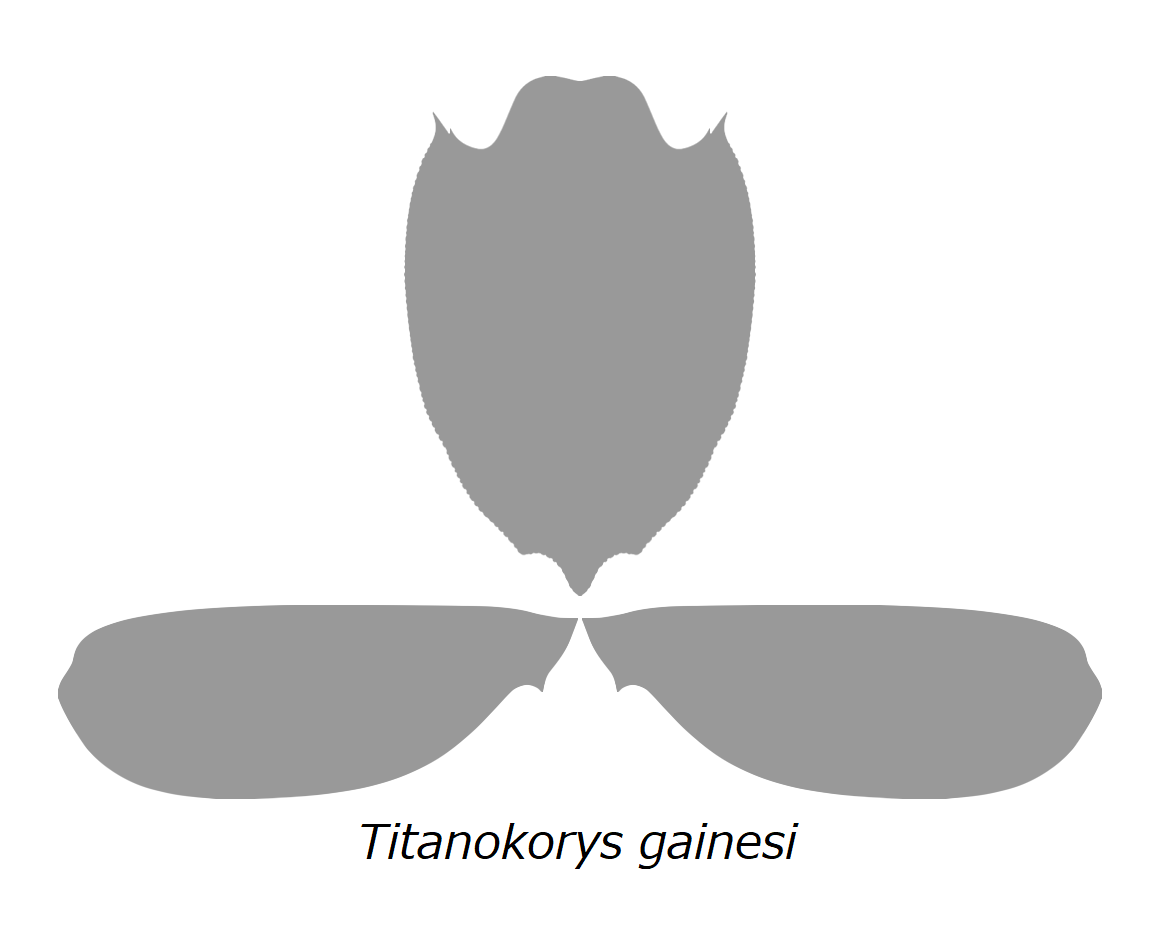
ティタノコリスの甲皮
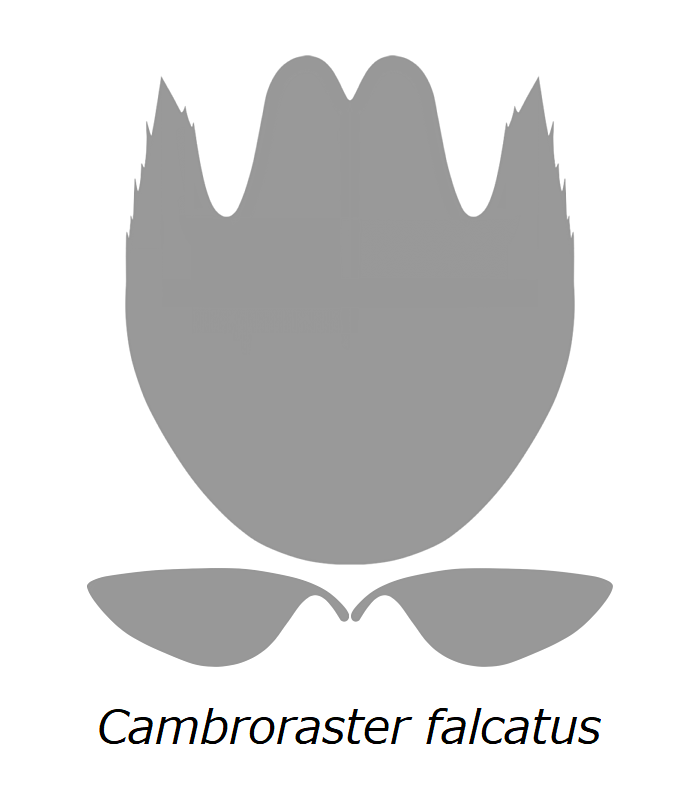
カンブロラスターの甲皮

2021年9月現在、ティタノコリス（ティタノコリス属 Titanokorys）の中で正式に命名された種は、Caron & Moysiuk 2021 に記載された、カナダブリティッシュコロンビア州のバージェス頁岩（バージェス動物群、ウリューアン期、約5億1,000万 - 5億500万年前）で見つかった模式種（タイプ種）Titanokorys gainesi のみである。